# Botanophila praefecta
Botanophila praefecta este o specie de muște din genul Botanophila, familia Anthomyiidae. A fost descrisă pentru prima dată de Huckett în anul 1966. Conform Catalogue of Life specia Botanophila praefecta nu are subspecii cunoscute.